# 店集鎮 (青島市)
店集镇，是中华人民共和国山东省青岛市即墨区原下辖的一个乡镇级行政单位。2012年，店集镇改制为店集中心社区，划归金口镇。

## 行政区划
店集中心社区下辖以下地区：
西里村、东里村、中里村、南里村、西早杭村、东河南村、庄头村、刘家河北村、孙家瓦子埠村、王家瓦子埠村、万家瓦子埠村、于家庄村、刘家庄村、孟家庄村、东演堤村、西演堤村、南渠村、谭家庄村、北八哥庄村、南八哥庄村、青山前村、青山后村、青山西村、重疃村、于家马坪村、王家马坪村、姜家马坪村、宋家马坪村、南早杭村、前苇夼村、中苇夼村、后苇夼村、垒里村、前洪兴村、后洪兴村、院西村、西河南村、孙家河北村、上街村、西街村、东街村、神山埠村、大埠南村、小埠南村、耿家屯村、后西河头村、东西河头村、前西河头村、北官庄村、王家庄村、蓝家荒村、辛庄村、吴疃村、店东村、池戈庄村、姜家埠子村、南泉河头村、北泉河头村、胡家庄村、西王圈村、河阳庄村、柳树屯村、大荒村、高家荒村、黄家铺要村和营里村。

## 人口
2010年中国第六次人口普查时，店集镇共有人口45168人。共有家庭15031户，平均每户2.80人。14岁以下的少年儿童共6489人，占总人口14.36%；15-64岁人口共32793人，占总人口72.60%；65岁及以上的老年人共5886人，占总人口的13.03%。男性共计22721人，占总人口50.30%；女性共计22447，占总人口49.69%。本地居住的人口中，拥有本地户籍的人口为40797人，占90.32%。